# Parasyrisca terskei
Parasyrisca terskei Ovtsharenko, Platnick & Marusik, 1995 è un ragno appartenente alla famiglia Gnaphosidae.

## Etimologia
Il nome della specie deriva dalla zona di rinvenimento degli esemplari: la catena montuosa kirghiza Terskei Ala-Too.

## Caratteristiche
L'olotipo femminile rinvenuto ha lunghezza totale è di 7,35mm; la lunghezza del cefalotorace è di 3,75mm; e la larghezza è di 3,00mm.

## Distribuzione
La specie è stata reperita nel Kirghizistan meridionale: l'olotipo femminile è stato rinvenuto presso la gola Barskaun, nella catena montuosa Terskei Ala-Too.

## Tassonomia
Al 2015 non sono note sottospecie e dal 1995 non sono stati esaminati nuovi esemplari.